# 曹嘉豪
曹嘉豪（1981年11月5日—），臺灣政治人物，現任彰化縣議員，代表第四選區（員林市、大村鄉、永靖鄉）。他長期關注地方建設、青年參與與社會公平議題。現任中華民國防災社區推廣協會理事長、臺灣環保研究基金會董事、啟思民本基金會董事、彰化縣網球委員會主任委員。

## 基本資料
曹嘉豪（1981年11月5日－），中華民國政治人物，現任彰化縣議員（第四選區：員林市、大村鄉、永靖鄉），中國國民黨籍。

## 學歷
- 國立彰化師範大學公共事務與公民教育學系碩士

## 公職與民間職務
- 中華民國防災社區推廣協會 理事長
- 臺灣環保研究基金會 董事
- 啟思民本基金會 董事
- 彰化縣網球委員會 主任委員

## 政治經歷
| 年份 | 選舉名稱                 | 選區     | 得票數 | 備註     |
| ---- | ------------------------ | -------- | ------ | -------- |
| 2014 | 彰化縣議員選舉（第18屆） | 第四選區 | 9,509  | 首次當選 |
| 2018 | 澎湖縣議員選舉（第19屆） | 第四選區 | 9,571  | 成功連任 |
| 2022 | 彰化縣議員選舉（第20屆） | 第四選區 | 7,649  | 再度連任 |

## 主要關注議題及活動
- 爭取地方財政自主與中央補助公平分配。中央刪減彰化 51 億元補助，他批評中央政策並提出監督訴求。[1]
- 關注中美貿易戰對地方出口產業衝擊，主張政府應設稅務補助與輔導機制。[2][3]
- 推動育兒友善政策，曾於議場中抱幼女質詢，引發育兒環境關注。[4]
- 推動青年志工關懷弱勢家庭。[5]
- 呼籲補救看護制度空窗對病患造成的風險。[6]
- 支持財政收支劃分法修法，強化地方自治與縮小城鄉差距。[7]

## 外部連結
- 議會官方網站 – 曹嘉豪 議員資料
- 曹嘉豪臉書